# Катастрофа Ту-134 в Лагосе
Катастрофа Ту-134 в Лагосе — авиационная катастрофа, произошедшая в субботу 24 июня 1995 года в Лагосе с самолётом  Ту-134А авиакомпании Harka Air Services, в результате которой погибли 16 человек.

## Самолёт
Ту-134А (заводской номер — 08068, серийный — 23-09) выпущен заводом ХГАПП 17 мая 1974 года и поступил в немецкую Interflug (ГДР), где получил регистрационный номер DM-SCT, в 1981 — DDR-SCT. С 1990 по 1991 годы носил регистрационный номер D-AOBH. Позже поступил в советский Аэрофлот и направлен в Сыктывкарский авиаотряд Коми УГА, получил регистрационный номер СССР-65617. После распада страны с регистрационным номером RA-65617 перешёл к новообразованной КомиАвиа, которая 15 декабря 1992 года сдала его в лизинг нигерийской Harka Air Services (Harka Air). На момент катастрофы авиалайнер имел 24 844 часа налёта и 15 740 посадок.

## Катастрофа
Самолёт совершал рейс из Кадуны в Лагос, пилотировал его российский экипаж во главе с командиром В. В. Лернером, а бортпроводники были нигерийцами. В лагосском аэропорту им. Мурталы Мохаммеда Ту-134 садился в ливень при сильном боковом ветре и низкой облачности, ВПП была залита водой. В результате из-за неэффективности торможения авиалайнер не сумел остановиться на полосе, выехал с неё на концевую полосу безопасности, проехал 250 метров (по другим данным — 500 метров), врезался в бетонную дренажную трубу и разрушился. На месте крушения возник пожар. Так как лётчики и бортпроводники плохо взаимодействовали (вероятно, из-за языкового барьера), то часть пассажиров осталась сидеть в салоне и погибла в огне. В катастрофе погибли 16 пассажиров.